# Конституционална икономика
Конституционална икономика e изследователско направление в икономиката и конституционализма, което бива описвано като разпростиращо се извън дефиницията за „икономически анализ на конституционалното право“ в обясняването на „избора на различни, алтернативни правни, институционални и конституционни правила, които ограничават изборите и активностите на икономическите и политическите действащи лица.“  Конституционалната икономика изучава „съвместимостта на ефективните икономически решения вътре в съществуващата икономическа рамка и ограниченията или благоприятните усволия, създавани от тази рамка.“ Характеризира се като практически подход, който прилага икономическият анализ към конституционалните въпроси.  Например основен въпрос за една нация е правилното разпределяне на съществуващите национални икономически и финансови ресурси. Правното решение на този проблем попада в обсега на конституционалната икономика.